# Denver Broncos 1967
La stagione 1967 dei Denver Broncos è stata la ottava nella American Football League. La squadra terminò con 3 vittorie e 11 sconfitte, terminando al quarto posto della AFL Western division. Floyd Little fu il capitano della squadra nella sua stagione da rookie.
Il 5 agosto, i Broncos affrontarono i Detroit Lions in una partita amichevole, battendoli per 13–7 e divenendo così la prima squadra della AFL a battere una delle NFL.
Prima della stagione, i Broncos modificarono il colore dei loro caschi da arancione a blu.

## Calendario
| Stagione regolare |                       |           |                                 |        |
| Turno             | Avversario            | Risultato | Stadio                          | Record |
| 1                 | Boston Patriots       | V 26–21   | Bears Stadium                   | 1–0    |
| 2                 | at Oakland Raiders    | S 0–51    | Oakland–Alameda County Coliseum | 1–1    |
| 3                 | at Miami Dolphins     | S 21–35   | Miami Orange Bowl               | 1–2    |
| 4                 | New York Jets         | S 24–38   | Bears Stadium                   | 1–3    |
| 5                 | at Houston Oilers     | S 6–10    | Rice Stadium                    | 1–4    |
| 6                 | Buffalo Bills         | S 16–17   | Bears Stadium                   | 1–5    |
| 8                 | San Diego Chargers    | S 21–38   | Bears Stadium                   | 1–6    |
| 9                 | at Kansas City Chiefs | S 9–52    | Municipal Stadium               | 1–7    |
| 10                | Oakland Raiders       | S 17–21   | Bears Stadium                   | 1–8    |
| 11                | Houston Oilers        | S18–20    | Bears Stadium                   | 1–9    |
| 12                | at Buffalo Bills      | V 21–20   | War Memorial Stadium            | 2–9    |
| 13                | at San Diego Chargers | S 20–24   | San Diego Stadium               | 2–10   |
| 14                | at New York Jets      | V 33–24   | Shea Stadium                    | 3–10   |
| 16                | Kansas City Chiefs    | S 24–38   | Bears Stadium                   | 3–11   |

## Classifiche
| AFL Western Division | AFL Western Division | AFL Western Division | AFL Western Division | AFL Western Division | AFL Western Division | AFL Western Division | AFL Western Division | AFL Western Division | AFL Western Division |
|                      | V                    | S                    | P                    | %                    | DIV                  | PF                   | PS                   | Str.                 |                      |
| -------------------- | -------------------- | -------------------- | -------------------- | -------------------- | -------------------- | -------------------- | -------------------- | -------------------- | -------------------- |
| Oakland Raiders      | 13                   | 1                    | 0                    | .929                 | 6–0                  | 468                  | 233                  | V10                  |                      |
| Kansas City Chiefs   | 9                    | 5                    | 0                    | .643                 | 2–4                  | 408                  | 254                  | V3                   |                      |
| San Diego Chargers   | 8                    | 5                    | 1                    | .615                 | 4–2                  | 360                  | 352                  | S4                   |                      |
| Denver Broncos       | 3                    | 11                   | 0                    | .214                 | 0–6                  | 256                  | 409                  | S1                   |                      |

Nota: I pareggi non venivano conteggiati ai fini della classifica fino al 1972.